# Sint-Gilliskerk (Brügge)

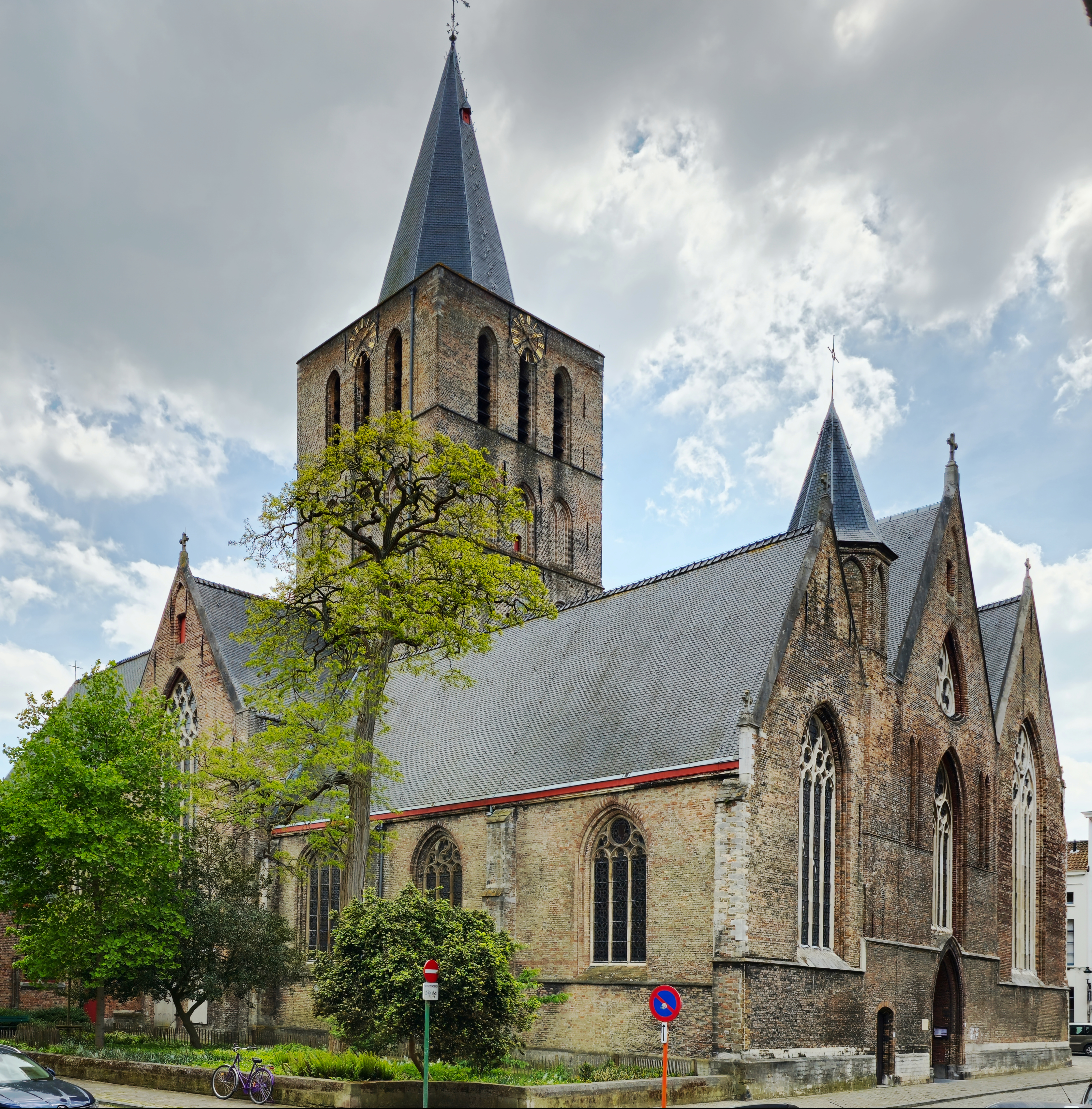
Sint-Gilliskerk (Brügge)

Hauptchor

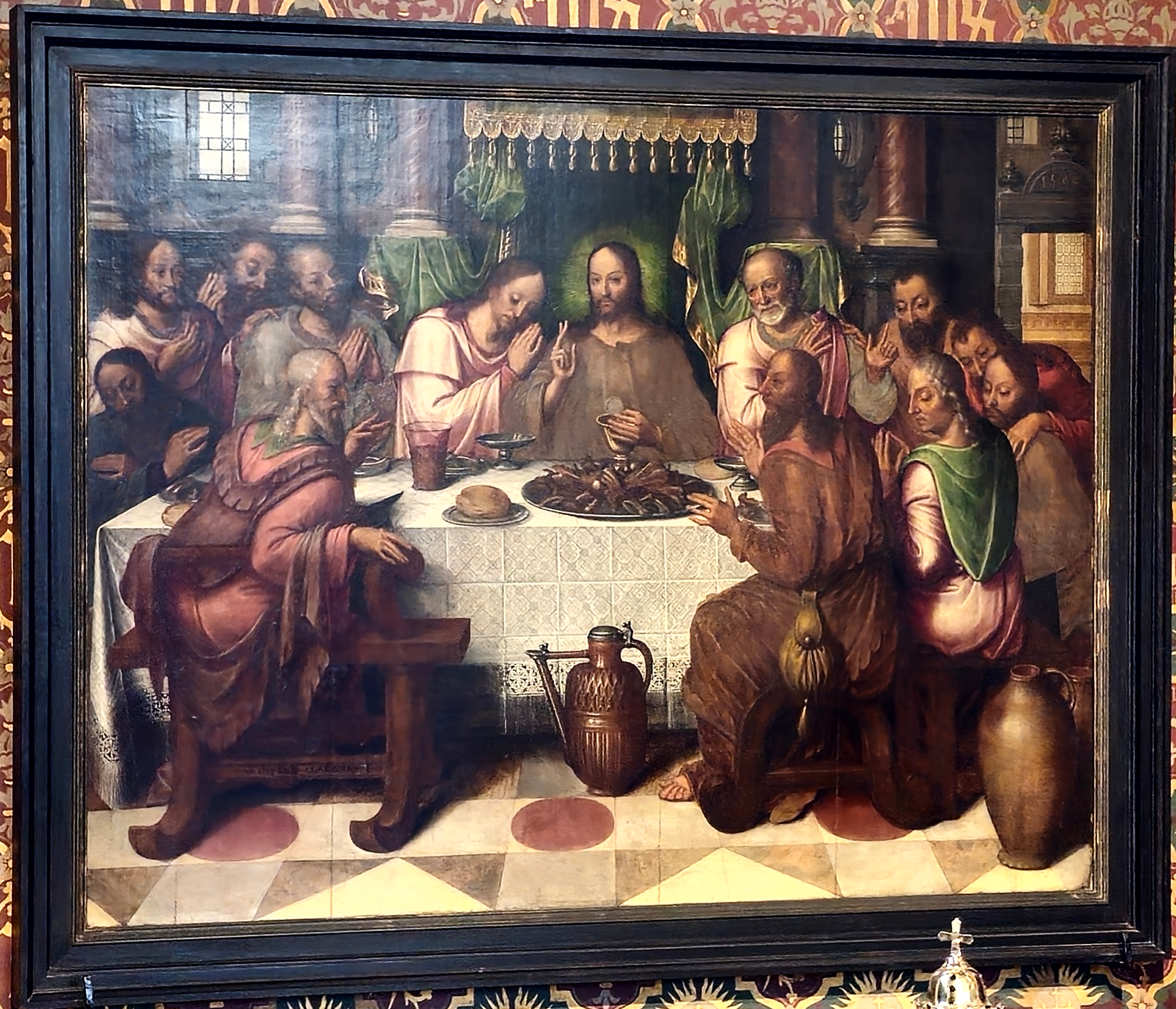
Gemälde neben dem Seitenschiff-Altar

Die römisch-katholische Kirche St-Gillis (niederländisch Sint-Gilliskerk) in der belgischen Stadt Brügge befindet sich im Stadtteil Sint-Gillis im Stadtzentrum. Sie steht unter dem Patrozinium des heiligen Aegidius, gehört zur Gemeinde Sint-Donatianus im Bistum Brügge und steht unter Denkmalschutz.

## Geschichte
Um 1240 wurde die St.-Gillis-Kirche als Hilfskapelle der Pfarrei Unserer Lieben Frau errichtet. Über das Aussehen der ersten Kirche sind keine Aufzeichnungen erhalten geblieben. Möglicherweise war sie aus Holz erbaut. Im Jahr 1258 wurde die Kirche St. Gillis bereits als Pfarrkirche erwähnt. Erst um 1311 wurde die Pfarrei unabhängig und der angrenzende Friedhof, der im 19. Jahrhundert verschwand, wurde eingeweiht. In der Zwischenzeit war das erste Kirchengebäude durch eine basilikale Kirche ersetzt worden, die von der Scheldegotik inspiriert war. Vier Säulen aus Tournai-Kalkstein und der alte Fensterbereich des Kirchenschiffs blieben erhalten. Einige Teile des heutigen Querschiffs stammen ebenfalls noch aus dem 13. Jahrhundert. Zwischen 1462 und 1479 wurde die zweite Kirche zu einer Pseudo-Hallenkirche erweitert. An dieser Form hat sich bis heute wenig geändert. Hallenkirchen sind typisch für die Backsteingotik in der Küstenregion von Belgien.
Im 15. und 16. Jahrhundert fanden mehrere bedeutende Künstler, darunter Hans Memling, Jan Provost, Lanceloot Blondeel, Pieter Pourbus und die Familie Claeissens, in und um die Kirche ihre letzte Ruhestätte. Von ihren Gräbern sind keine Überreste mehr vorhanden.
Ab Mitte des 17. Jahrhunderts wurde die Kirche dem barocken Geschmack angepasst. Im Jahr 1750 wurde der Turm um ein Stockwerk aufgestockt, wobei die vier Ecktürmchen im zweiten Stockwerk abgerissen wurden. Die St.-Gillis-Kirche sollte in der Folgezeit mehrmals abgerissen werden, wurde aber trotz ihres schlechten Zustands jedes Mal verschont. Ende des 19. Jahrhunderts wurde das Gebäude unter der Leitung des Genter Architekten Auguste Van Assche einer gründlichen neugotischen Restaurierung unterzogen. Diese Restaurierung macht sich vor allem im Inneren bemerkbar.

## Kunstwerke und Ausstattung
Das wichtigste Kunstwerk im Inneren ist das sogenannte Polyptychon von Hemelsdale mit Szenen aus dem Leben Jesu von Pieter Pourbus. Bemerkenswert ist auch die Ankunft von Frans de Mulder in Dünkirchen von Jan Garemijn (1783), die den Brügger De Mulder zeigt, wie er seinem Vater in die Arme fällt, nachdem er von den Trinitariern aus der Sklaverei der Barbaresken-Korsaren freigekauft wurde. Außerdem sind unter anderem Gemälde von Jacob van Oost dem Älteren und zahlreiche weitere Kunstwerke zu sehen. In den Chorfenstern sind Glasmalereien aus dem letzten Viertel des 19. Jahrhunderts erhalten.
Die Orgel ist ein Werk von Louis Benoit Hooghuys aus dem Jahr 1879 mit 18 Registern auf zwei Manualen und Pedal, das mehrfach in der Disposition geändert und zuletzt 2007 restauriert wurde. Außerdem steht noch eine Chororgel der Firma Loncke & Zoon von 1982 mit 20 Registern auf zwei Manualen und Pedal zur Verfügung.